# Kieś (rejon)
Kieś (łot. Cēsu rajons) – rejon w północnej Łotwie, funkcjonujący w latach 1949–2009.
Rejon graniczył z rejonami: Gulbene, Limbaži, Madona, Ogre, Ryga, Valmiera oraz Valka.
Zniesiony 30 czerwca 2009, w ramach reformy administracyjnej.